# United States Senate Committee on Homeland Security and Governmental Affairs
Das United States Senate Committee on Homeland Security and Governmental Affairs ist ein ständiger Ausschuss des US-Senats.
Der Ausschuss ist dafür zuständig, die Arbeit des Ministeriums für Innere Sicherheit (Department of Homeland Security) und das Funktionieren der Exekutive an sich zu überwachen. Dazu gehören das Nationalarchiv, der Haushalt, sofern es sich nicht um Investitionen (Appropriations) handelt, die Volkszählungen, die Angestellten des Bundes, den District of Columbia und den United States Postal Service.

## Geschichte
Der Ausschuss wurde ursprünglich gegründet, um das interne Arbeiten der Regierung besser für den Senat überwachbar zu machen und dem Senat die Möglichkeit zu geben, eventuelles Fehlverhalten effizient untersuchen zu können. Mit der Gründung des Departement of Homeland Security kam diese Aufgabe im Jahr 2005 hinzu.

## Mitglieder im 117. Kongress

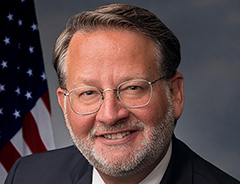
Gary Peters, der derzeitige Vorsitzende des Ausschusses

Vorsitzender im 117. Kongress, also von 2021 bis 2023, ist Gary Peters aus Michigan; Ranking Minority Member ist der Republikaner Rob Portman aus Ohio.
| Mehrheitspartei (Demokraten) | Minderheitspartei (Republikaner) |
| --- | --- |
| - Gary Peters, Michigan, Chair - Tom Carper, Delaware - Maggie Hassan, New Hampshire - Kyrsten Sinema, Arizona - Jacky Rosen, Nevada - Alex Padilla, California - Jon Ossoff, Georgia | - Rob Portman, Ohio, Ranking member - Ron Johnson, Wisconsin - Rand Paul, Kentucky - James Lankford, Oklahoma - Mitt Romney, Utah - Rick Scott, Florida - Josh Hawley, Missouri |

## Mitglieder im 114. Kongress

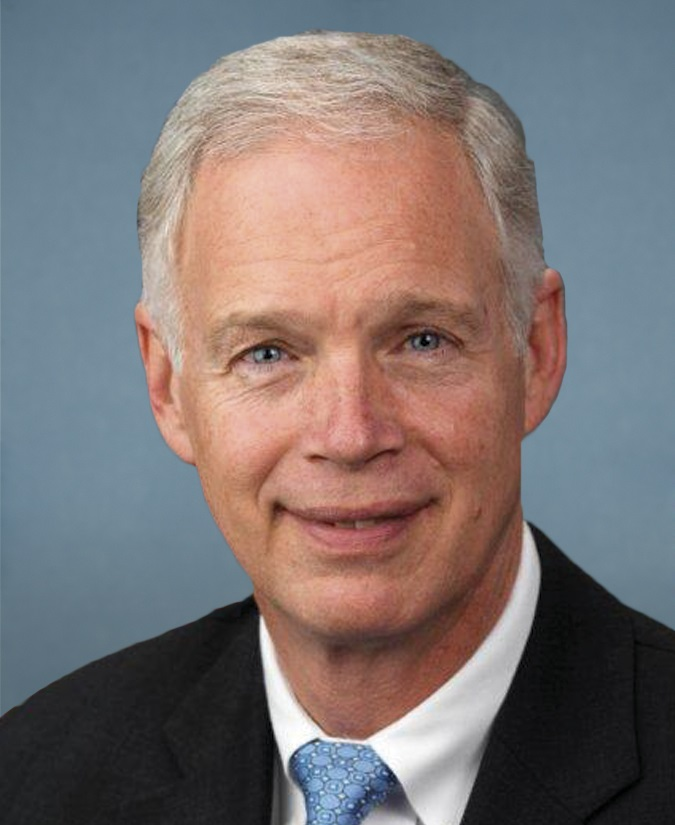
Ron Johnson, der damalige Vorsitzender des Ausschusses

Vorsitzender im 114. Kongress, also von 2015 bis 2017, war der republikanische Senator Ron Johnson aus Wisconsin; Ranking Minority Member war der Demokrat Tom Carper aus Delaware.

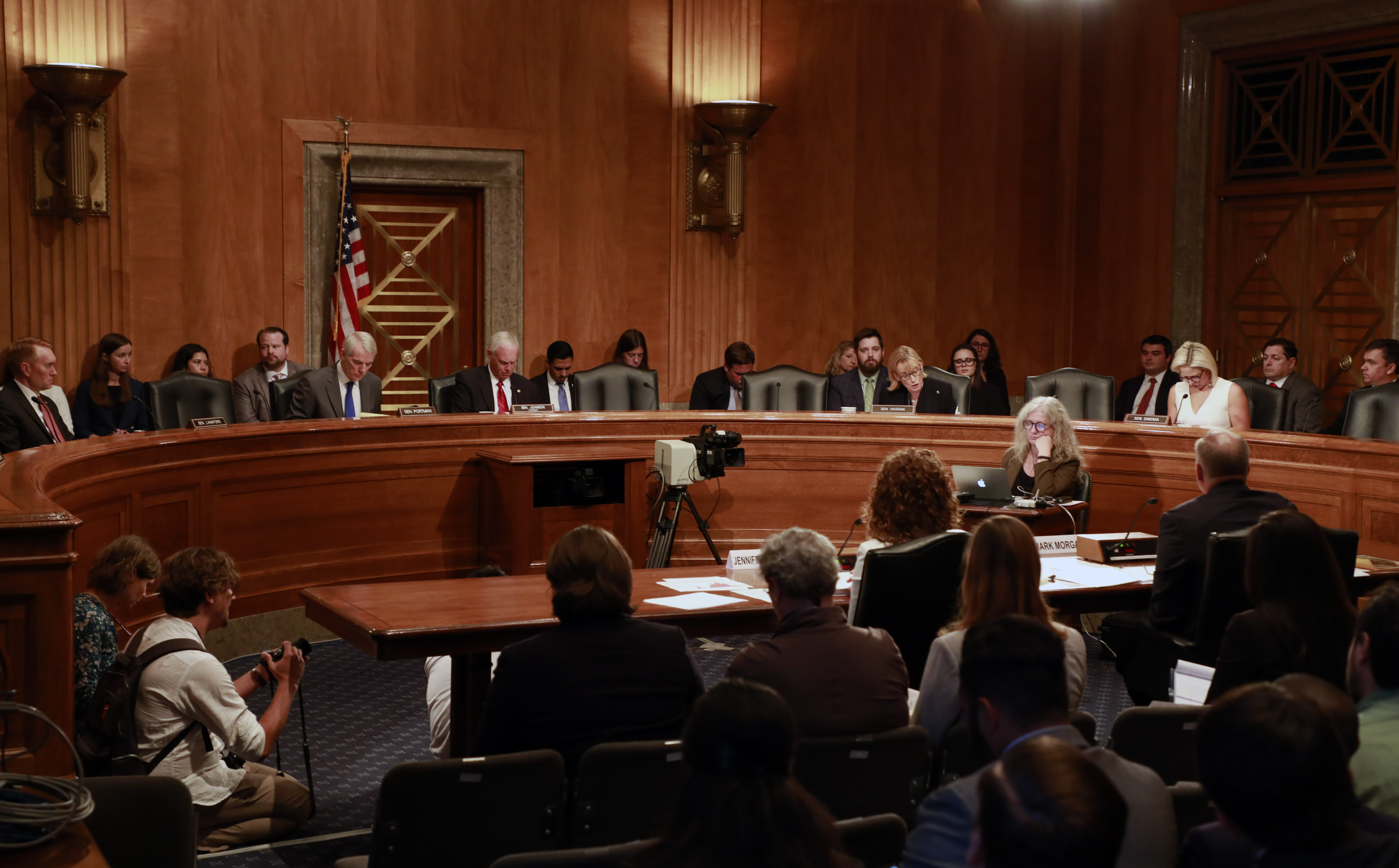
The committee hears testimony on border security in 2019

| Republikaner | Republikaner          | Republikaner  |
| Name         | Name                  | Staat         |
| ------------ | --------------------- | ------------- |
|              | Ron Johnson, Chairman | Wisconsin     |
|              | John McCain           | Arizona       |
|              | Rob Portman           | Ohio          |
|              | Rand Paul             | Kentucky      |
|              | James Lankford        | Oklahoma      |
|              | Kelly Ayotte          | New Hampshire |
|              | Mike Enzi             | Wyoming       |
|              | Joni Ernst            | Iowa          |
|              | Ben Sasse             | Nebraska      |

| Demokraten | Demokraten                 | Demokraten   |
| Name       | Name                       | Staat        |
| ---------- | -------------------------- | ------------ |
|            | Tom Carper, Ranking Member | Delaware     |
|            | Claire McCaskill           | Missouri     |
|            | Jon Tester                 | Montana      |
|            | Tammy Baldwin              | Wisconsin    |
|            | Heidi Heitkamp             | North Dakota |
|            | Gary Peters                | Michigan     |
|            | Cory Booker                | New Jersey   |

## Unterausschüsse
Es existieren sechs Unterausschüsse, wobei das Permanent Subcommittee on Investigations bereits seit 1952 besteht. Dieser Unterausschuss besteht zwar ständig, tritt aber nur sporadisch in Aktion. Da er über ein weitgefasstes Mandat und umfassende Rechte verfügt, um die Regierung und Regierungsinstitutionen zu untersuchen, war er immer wieder ein wertvolles Werkzeug in den Händen einzelner Vorsitzender; der bekannteste war Joseph McCarthy, der innerhalb dieses Ausschusses seine Untersuchungen durchführte.

## Frühere Vorsitzende

### Vorsitzende des Senate Committee on Expenditures in Executive Departments, 1921–1952
- Joseph M. McCormick (R-IL), 1921–1925
- David A. Reed (R-PA), 1925–1927
- Frederic M. Sackett (R-KY), 1927–1930
- Guy D. Goff (R-WV), 1930–1931
- Frederick Steiwer (R-OR), 1931–1933
- J. Hamilton Lewis (D-IL), 1933–1939
- Frederick Van Nuys (D-IN), 1939–1942
- J. Lister Hill (D-AL), 1942–1947
- George Aiken (R-VT), 1947–1949
- John L. McClellan (D-AR), 1949–1952

### Vorsitzende des Senate Committee on Government Operations, 1952–1977
- John L. McClellan (D-AR), 1952–1953
- Joseph McCarthy (R-WI), 1953–1955
- John L. McClellan (D-AR), 1955–1972
- Sam Ervin (D-NC), 1972–1974
- Abraham A. Ribicoff (D-CT), 1974–1977

### Vorsitzende des Senate Committee on Governmental Affairs

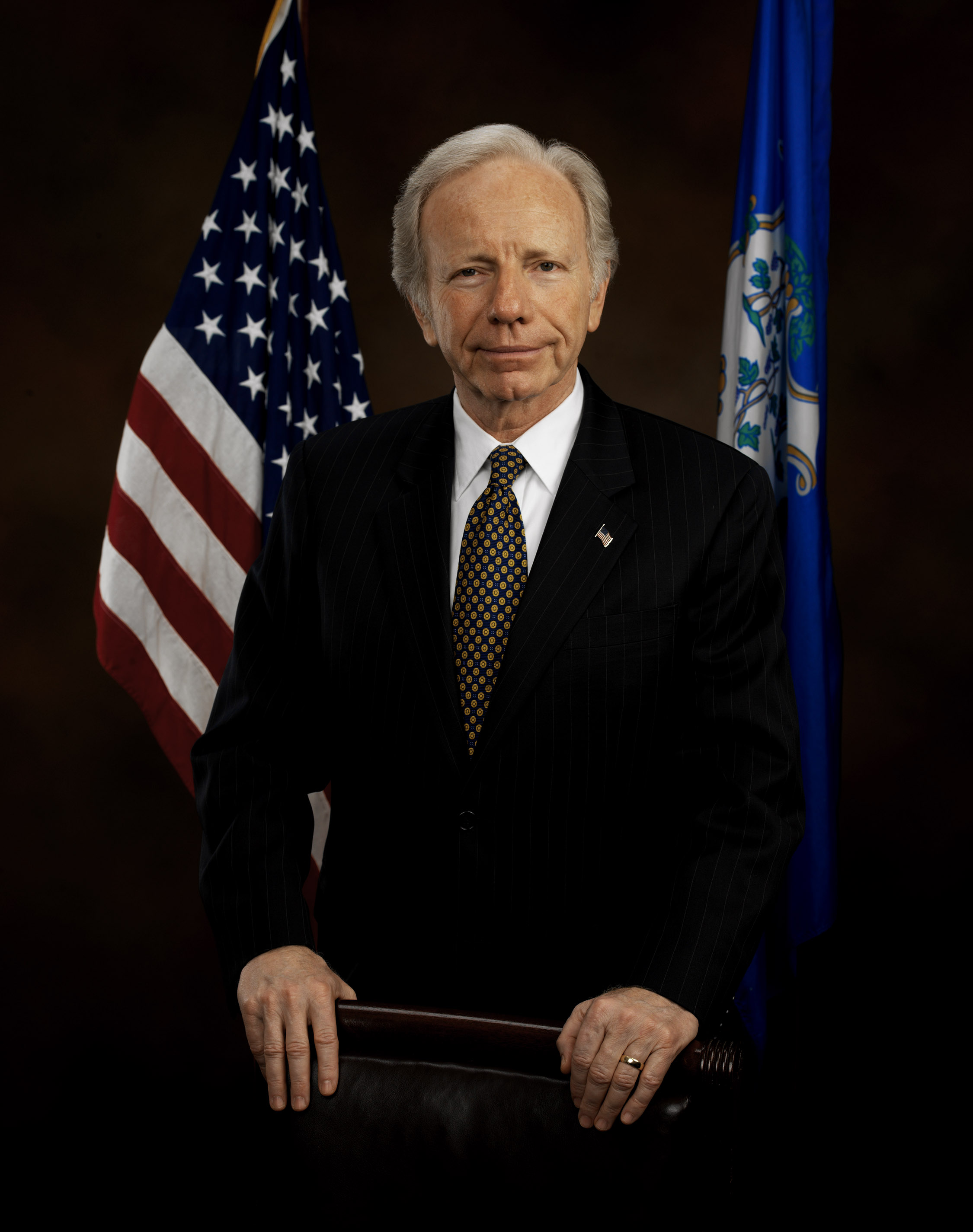
Joe Lieberman führte mehrfach den Ausschussvorsitz.

- Abraham A. Ribicoff (D-CT), 1977–1981
- William V. Roth (R-DE), 1981–1987
- John Glenn (D-OH), 1987–1995
- William V. Roth Jr. (R-DE), 1995
- Ted Stevens (R-AK), 1995–1997
- Fred Thompson (R-TN), 1997–2001
- Joe Lieberman (D-CT), 2001
- Fred Thompson (R-TN), 2001
- Joe Lieberman (D-CT), 2001–2003
- Susan Collins (R-ME), 2003–2005

### Vorsitzende des Senate Committee on Homeland Security and Governmental Affairs
- Susan Collins (R-ME), 2005–2007
- Joe Lieberman (I/D-CT), 2007–2013
- Tom Carper (D-DE) 2013–2015